# San Francisco, Jilotlán de los Dolores
San Francisco är en ort i Mexiko.   Den ligger i kommunen Jilotlán de los Dolores och delstaten Jalisco, i den södra delen av landet, 400 km väster om huvudstaden Mexico City. San Francisco ligger 681 meter över havet och antalet invånare är 286.
Terrängen runt San Francisco är kuperad åt sydväst, men åt nordost är den platt. Runt San Francisco är det glesbefolkat, med 9 invånare per kvadratkilometer. Närmaste större samhälle är Tepalcatepec, 17,1 km sydost om San Francisco. I omgivningarna runt San Francisco växer huvudsakligen savannskog.